# Cantonul Bouilly
Cantonul Bouilly este un canton din arondismentul Troyes, departamentul Aube, regiunea Champagne-Ardenne, Franța.

## Comune
- Assenay
- Les Bordes-Aumont
- Bouilly (reședință)
- Buchères
- Cormost
- Crésantignes
- Fays-la-Chapelle
- Isle-Aumont
- Javernant
- Jeugny
- Lirey
- Longeville-sur-Mogne
- Machy
- Maupas
- Montceaux-lès-Vaudes
- Moussey
- Roncenay
- Saint-Jean-de-Bonneval
- Saint-Léger-près-Troyes
- Saint-Pouange
- Saint-Thibault
- Sommeval
- Souligny
- La Vendue-Mignot
- Villemereuil
- Villery
- Villy-le-Bois
- Villy-le-Maréchal